# Don Chisciotte (film 1983)
Don Chisciotte è un film per la televisione del 1983, diretto dal regista Maurizio Scaparro.